# Guillermo Hernando
Guillermo Hernando (Neuquén, Provincia del Neuquén, 18 de septiembre de 1974) es ex un futbolista argentino. Juega de arquero y su último equipo fue el Club Mutual Crucero del Norte de la B Nacional

## Trayectoria
Debutó en Primera el 6 de abril de 1997 en la derrota de Gimnasia ante Unión por 3-2.
Cuando jugaba para Atlético Universidad convirtió un gol desde 70 metros.
Se hablaba de que iba a ser nacionalizado peruano para que atajase para la selección de ese país cuando tuvo que volver a la Argentina por un problema personal en el año 2005.
Lleva disputados más de 220 partidos entre el fútbol argentino y el extranjero (73 partidos).

## Clubes
| Club                    | País      | Año       |
| ----------------------- | --------- | --------- |
| Gimnasia y Esgrima (LP) | Argentina | 1996-2002 |
| Deportes Tolima         | Colombia  | 2002      |
| Centauros Villavicencio | Colombia  | 2003      |
| Gimnasia y Esgrima (LP) | Argentina | 2003      |
| Atlético Universidad    | Perú      | 2004-2005 |
| Defensa y Justicia      | Argentina | 2005-2006 |
| Guaraní                 | Paraguay  | 2006      |
| Ionikos                 | Grecia    | 2007      |
| Ferro Carril Oeste      | Argentina | 2007      |
| Defensa y Justicia      | Argentina | 2008-2009 |
| Platense                | Argentina | 2009-2010 |
| Crucero del Norte       | Argentina | 2010-2011 |
| Ever Ready              | Argentina | 2012-     |

## Como entrenador de Arqueros
- Fue el entrenador de arqueros en Unión de Mar del Plata por el Torneo Argentino A dirigido por Alberto Fanesi. En el año 2012
- Fue entrenador de arqueros en el FÚTBOL AMATEUR de Gimnasia LP.
- Fue entrenador de arqueros en el Club Atlético Aldosivi en la temporada 2011-2012 de la B Nacional dirigido por Andrés Yllana.